# G-Unit Books
A G-Unit Books é uma produtora de livros iniciada pelo rapper 50 Cent em 4 de janeiro de 2007, localizada no Time Warner Building em Nova Iorque. Atualmente, esteve na produção do livro The 50th Law.

## Lançamentos
- From Pieces To Weight : Once Upon A Time In Southside Queens (15 de agosto de 2006)
- Baby Brother (9 de janeiro de 2007)
- Death Before Dishonor (9 de janeiro de 2007)
- The Ski Mask Way (9 de janeiro de 2007)
- Blow (12 de julho de 2007)
- Derelict (12 de julho de 2007)
- Harlem Heat (24 de julho de 2007)
- Heaven's Fury (20 de novembro de 2007)
- The Diamond District (25 de março de 2008)
- Tia's Diary : Deeper Than Rap (25 de maio de 2009)
- The 50th Law (8 de setembro de 2009)